# Medalha Marechal Cordeiro de Farias
A Medalha Marechal Cordeiro de Farias é uma condecoração brasileira que foi criada em 20 de junho de 1983 e regulamentada pela Portaria Nº 015/CMT, de 19 de novembro de 1999. Tem por finalidade premiar integrantes da Escola Superior de Guerra (ESG), os ex-Combatentes, as personalidades nacionais e estrangeiras que se destacaram pelos relevantes serviços e organizações militares e instituições civis, nacionais ou estrangeiras que mereceram a homenagem especial da Escola superior de Guerra.